# Askold (île)
Pour les articles homonymes, voir Askold (homonymie).
Askold (en russe : Остров Аскольд), est une île de Russie dans le golfe de Pierre-le-Grand à 44 km au sud-ouest de Vladivostok. L'île a été nommée en l'honneur du chef varègue Askold (mort en 882).

## Géographie
Elle s'étend sur 6 km de longueur pour une largeur d'environ 5,8 hm. Déserte, on peut encore y voir les ruines d'anciennes demeures ainsi que d'un ancien phare et des canons abandonnés. Un sémaphore encore en activité se trouve sur sa pointe nord.